# Antoni Stankiewicz
Antoni Stankiewicz, (Oleszczenice, 1 de octubre de 1935 - Roma, 4 de enero de 2021) fue un obispo católico polaco y decano del Tribunal de la Rota Romana.

## Biografía
Nació en Oleszczenice cerca de Vilna, Polonia (actualmente es Lituania). Estudió y fue ordenado sacerdote el 20 de diciembre de 1958 a la edad de veintitrés años. 
En 1967 se trasladó a Roma, donde comenzó a trabajar en la Curia Romana en 1969. El papa Pablo VI le nombró auditor en 1978.
El 31 de enero de 2004 el Papa Juan Pablo II lo nombró Decano de la Rota Romana. El 15 de noviembre de 2006 fue nombrado miembro de la sede de Nova Petra, y el 16 de diciembre siguiente fue ordenado obispo por Tarcisio Bertone, cardenal secretario de Estado, con los cardenales James Francis Stafford y Jean-Louis Tauran como co-consagradores.
El Tribunal de la Rota, del cual Stankiewicz fue Decano, actúa como un tribunal de apelación de tercera (y superior) instancia, revisando las decisiones de los tribunales inferiores, principalmente en casos de anulación matrimonial, pero también incluye otros casos no administrativos.
En su 75 cumpleaños en 2010 presentó su renuncia al Papa Benedicto XVI. Su renuncia fue aceptada el 22 de septiembre de 2012 y Pio Vito Pinto fue nombrado su sucesor. 
Falleció en Roma, en los primeros días del año 2021, a los 85 años.